# Rokfalusy Lajos
Rokfalusy Lajos vagy Rokfalussy Lajos (Lőcse, 1887. október 24. – Salgótarján, 1974. április 27.) arany-, gyémánt- és vasdiplomás tanító, ipariskolai igazgató, hegymászó.

## Élete
Rokfalussy Mihály és Répászky Mária fia. Testvérei: László, Géza, Dezső és Anna.
1888-ban Iglóra költöztek, ahol ifjúságát töltötte. Elemi és középiskoláit is itt végezte. Osztálytársaival már mint 10 éves gyermek járta a környék hegyeit. Először gyümölcsszedés miatt, majd később magáért a természet szépségeiért, és egyre gyakrabban tekint a távolban kéklő Magas-Tátra ormai felé.
A középiskolában Hajts Béla tanítványa volt, aki a Magyarországi Kárpát Egyesület (MKE) Iglói Osztálya titkáraként vitte diákjait a Hernád-szurdokba. Négy év alatt nem csak a város környékét, hanem a káposztásfalvi mészhegységet, a Szurdok völgyét, a Hernád áttörését, sőt a Magas-Tátrát is bejárták. E túrák hatása alatt vált szenvedélyes természetjáróvá, melyeket tanítóképzős korában is folytatott. Ez idő tájt turista útjelzések készítésével is foglalkozott.
1905-től a Magyarországi Kárpát Egyesület (MKE) tagja. A szorgalma és a rendszeres turisztika a hegyekben hegymászóvá érlelte, s ezzel egy időben kitűnő síelővé is fejlesztette magát.
1906-tól tanár, Szepes vármegye területén lévő iskolákban tanított, többek között Korompa városában, és Iglón. 1906-tól mászott a Magas-Tátrában, 22 év alatt mászta meg a Magas-Tátra összes csúcsát. Kora egyik legjobb hegymászója. Hatalmas akaratereje hozzájárult ahhoz, hogy 1911-12-es évekre a Szepesi trió tagja lett. Leggyakoribb kötéltársai Grósz Alfréd és Kregczy Tibold, ők alkották a híres szepesi triót. A Tátra sok szép csúcsát járták be együtt, ha nem is elsőnek, de az elsők között. E tettükkel beírták magukat a vezető nélküli hegymászás megteremtőinek aranykönyvébe. De más hegymászókkal is túrázott, például Hefty Gyula Andorral, Votisky Zoltánnal, Maurer Endrével, Balla Gyulával, Kátai Ernővel és Jordán Oszkárral.
A Tátrai Önkéntes Mentő Bizottság (TÖMB) tagja. Hegyi vezetőket és síelőket is oktatott. (1907-től sízett).
1912-től a Zöld-tavi menedékház gondnoka. Kedélyes és jó humorú ember.
Az I. világháborúban a honvéd sí- és hegymászó kiképzést vezette a Zöld-tavi menedékháznál, mint civil oktató.
1919-ben Csehszlovákia megalakulása után a Szepességből a trianoni Magyarországra kellett távoznia, de az új határhoz legközelebb eső városba, Salgótarjánba költözött, hogy minél közelebb maradhasson szeretett hegyeihez, városához és testvéreihez.
1922-1923 között a TTE Salgótarjáni Osztályának alapítója és titkára volt. Nagy szerepe volt a városi turistaság és síelés megindításában. Közreműködött a salgói menedékház létesítésében. A Salgótarjáni Bányász Torna Club (SBTC) Turista Szakosztályának díszelnöke volt.
Az 1920-as években még mászott. Az Alpokban is túrázott, télen-nyáron. Járt a Großglockneren, az Ortleren és a Königspitze csoportban. Az MHE gazdasági és menház bizottságtagja (1931-). Az MTSZ Mentés és vezetésügyi bizottság előadója (1917-). Az MTSZ jubiláris emlékplakett tulajdonosa (1939).
Egy bizonyos Puskás úrral folytatott levelezés szerint 1956. augusztus 20-án a feleségével együtt sikerült az Iglón élő testvéreihez utaznia. Így ír erről egy levelében:
"13 évi távollét után végre alkalmam nyílik arra, hogy viszontláthassam szeretett Magas Tátrámat, melynek minden ormán föntállottam s részese voltam néhány első megmászásának. (Fehértavi cs.-Kéktavi tor., Markazit tor. déli falai, Wéber cs. é.ny. éle stb.)'
Puskás úrral, aki vélhetően a Fehértavi menedékházat vezette, sajnos nem tudott személyesen találkozni.
Tagja volt a Budapesti Egyetemi Turista Egyesületnek (BETE) is. 1973-ban részt vett az eresztvényi hegymászó találkozón.

## Emlékezete
Nyugdíjazásáig iskolaigazgató volt Salgótarjánban, és itt is hunyt el 1974-ben. Hamvait azonban végakarata szerint visszavitték Iglóra, és a városi temetőben lévő családi sírban helyezték örök nyugalomra.
2007. április 28-án, születésének 120 éves évfordulójának alkalmából "Rokfalusy Lajos emléktúrát" szervezett a Nógrád megyei természetbarát szövetség. Útvonal: Salgótarján Táncsis szki. - Pipis hegy - Karancs - Somos - Salgóvár - Ponyi puszta - Pécs kő - Salgótarján Táncsics szki.
2007. november 4-én a Pécskő csúcsán lévő oszlopra emléktáblát helyeztek el. Dr. Nyíri László rövid beszédben emlékezett meg Rokfalussy Lajosról. Képek

## Naplótöredéke
Túrái leírása kéziratban maradt, hasonlóan, mint az Életem útja című életrajzi könyve. A könyv sorsa ismeretlen.
Rokfalusy Lajos naplótöredéke: Gerlachfalvi-csúcs (2663 méter).
"Alighogy hazatértem, már újból vitt a vágy. Augusztus 7-én este fölutaztam Füredre s rátértem a Sziléziai menházba vezető útra. Egyedül, szótlanul ballagtam. Úgy Kereszthalom táján szóba álltam egy kötéllel fölpáncélozott alacsony termetű hegymászóval, kitől megtudtam, hogy Eggenhoffer k.e. tényleg a menházban van. Még egy pár szó megtett túrákról s holnapi célomról s ment ki-ki a maga útján. Már sötét este volt, midőn elértem a menházat, hol a bérlőtől megtudtam, Eggenhoffer k. e. két vezetővel már felment a Ferenc József csúcsra, hol este kivilágítást rendez őfelsége születése évfordulója alkalmából."
"Reggel már 4 óra táján távoztam s elhaladva az Örökeső mellett, nemsokára átléptem a patakot s jó ösvényen elértem a "próbát". A vaskampók s láncok átsegítenek e részleten is s most gyepes omlós kőzeten a Katlanrésnek tartok. Útközben elmellőzöm Eggenhoffer k.e.-t ki már lefelé igyekezett. Amint felértem a résbe egy társasághoz csatlakozom s most együtt folytatjuk az utat, mely hol föl - hol le vezet, de egy cseppet sem kényelmetes. A Dromedárháton hagyva a társaságot hamarabb érem el a csúcsot, hol még láthatók az éjjeli tűz nyomai. A csúcs jelző zászló nemzeti szine még üde, hisz ma lett felállítva. A virágokkal ékesített emléktábla megkapó. Leteszem zsákomat csákányomat s kötelemre ülve nézem mind mászik négykézláb egy kis gyermek folyton kiabálva: "Keresztapa ne segítsen". Pont 9-kor ér fel a gyermek, kinek bizonyítványt állítottak ki, hogy e mai napon tényleg fennt állt Magyarország legmagasabb ormán, a jelenlévők aláírták. Csókási István 9 éves, IV. elemit végzett pesti fiú volt a fiatal hegymászó, ki csupa élet, víg kedély. Hangos lett az orom. Mind többen, többen lettünk. Pedig úgy szerettem volna belemélyedni a hegyóriásnak e magaslatáról a környező kilátásba. Nem volt lehetséges. Csak futólag pillantottam meg a Batizfalvi-gerincet, a Koncsisztát, Tátra csúcsot, Tengerszem-csúcsot, Mártát, Rumannt, Ganeket. Láttam a mélyen fekvő Kacsa-völgyet. Keletnek a Bibircs csoportot, a Középormot, a Jég-völgyi-csúcsot. Hiába akartam a kilátás élvezetét jobban kihasználni nem volt lehetséges."
"Röviddel 10 óra előtt indultam lefelé, s a Batizfalvi-völgybe vezető úton ereszkedtem alá, mely - nem ismerve az utat - nem kevés fáradságba került. 12-kor már a tónál költöttem el ebédemet."
"Tanakodni kezdtem, merre jutok most át a Poprádi-tóhoz? Kész a terv. A Koncsisztán át, mely könnyen megjárható. Úgy is lett. Igen lassan, de elértem ormát, s fél órai pihenő után ereszkedni kezdtem a Luka-hágóra, mit szerencsésen elértem. Innen két út közt lehetett választanom. A Tupa s Oszterván át, vagy le a Jeges-tóhoz és a Poprádi-tóhoz? Az előbbit választottam, mely folytonos kilátást biztosított a Omladék-völgyre s a háttérben levő Menguszfalvi-csoportra. Sokkal hosszabb volt a gerinc, mint ahogy gondoltam, s már 8 órát mutatott órám, mire elértem a menházat, hol Barabás tanár s társa már aggódva várt."
"Másnap, 19-én, a Tengerszem-csúcs: idő kedvező, kilátás pazar. Este hazautazás. Nehéz szívvel vettem búcsút kedves hegyeimtől, hisz vége már arany szabadságomnak s már holnap megnyílik a tanév. Még egy búcsú pillantás s robogott vonatom Igló felé."
"Nagyban készülődöm már s lázasan pakkolok, egyszerre csak levél érkezik Grósz Alfrédtól. Végigolvasom a megnyerő kedves sorokat egyszer, kétszer, háromszor s csak az világtik ki, hogy akivel én aug. 17-én este a Sziléziai-házba menet szót váltottam - Grósz Alfréd. Túrára hív! Habozom, menjek, ne menjek? Nem tudom mit csináljak. 27-ére tervez túrát s nekem 28-án kell állásomat elfoglalni. Végre elhatározom: megyek. Gyorsan írom soraimat s elfogadom meghívását s tervét. 26-án este ismét egyedül hagyom el Csorba állomását s igyekeztem a tavat elérni s elhagyni, miután a Poprádi-tónál kell Grósz úrral találkozni. Siettem, hogy minél előbb szoríthassak vele kezet. Lefelé menet a Triganról találkoztam ifj. Spitzkopf Pállal kitől megtudtam - Grósz úr ott van már. Egy-két szó váltása után gyorsított léptekkel robogok tovább s beérve a menházba tudakozódom, itt van-e Grósz úr? Igen - feleli Nelly k.e., már várja a tanító urat. S megmutatja hol ül s én bemutatkozom. Csakhamar jó barátságot kötünk s megállapodunk holnapi tervünkben. Bástya-gerince. Víg poharazás közben elmondjuk egymás élményeit, melyek mindegyikéből tanulságokat szőttem benne. Előadó képessége oly megkapó volt, hogy órák hosszáig képes lettem volna feszült figyelemmel hallgatni. Végre aludni tértünk."

## Túrái
- Középső-Jávor-torony és Jávor-gerinc teljes bejárása, (Grósz A., Kregczy T. és Rokfalusy L., D-ről ÉNy-ra, 1911. június 3.)
- Hátsó-Gerlachfalvi-csúcs, ny. gerinc a Keleti-Batizfalvi-csorbából, (Grósz A., Kregczy T., Maurer E. és Rokfalusy L., 1911. július 12.)
- Keleti-Vaskapu-csúcs, dny. fal az Omladék-völgyből, (Grósz A. és Rokfalusy L., 1911. augusztus 12.)
- Nagy-Szoliszkó, é. gerinc a Lorenz-hágóból, (Hefty Gy. A., Maurer A., Rokfalusy L. és Vandracsek D., 1911. szeptember 1.)
- Fehér-tavi-csúcs, d. fal a Vörös-tó katlanából, (Hefty Gy. A. és Rokfalusy L., 1911. szeptember 12.)
- Kék-tavi-torony, d. fal a Kis-Papirusz-völgyből, (Grósz A., Hefty Gy. A. és Rokfalusy L., 1912. június 6.)
- Hegyes-torony, é. fal, a Jávor-völgyből, egyenes út, (Kregczy T. és Rokfalusy L., 1912. július 9.)
- Weber-csúcs, ény. él a Zöld-tótól, (Grósz A., Kregczy T. és Rokfalusy L., 1912. július 26.)
- Markazit-torony, d. fal a Kis-Nyereg-hágó-völgyecskéből, (Grósz A., Kregczy T. és Rokfalusy L., 1912. augusztus 22.)
- Hátsó-Szoliszkó-torony, ny. csúcs, lemenetben, (Hefty Gy. A. és Rokfalusy L., 1913. március 25.) éveken keresztül ez számított a legnehezebb tátrai útnak
- Tátra-csúcs, a ny. fal bal oldali bordája, (Egerváry J. és Rokfalusy L., 1913. VIII.)
- Hlinska-torony, első téli megmászás
- Nagy-Zergetavi-torony, első téli megmászás
- Triumetal, első téli megmászás
- Sárkány-tavi-torony, első téli megmászás
- Omladék-völgyi-torony, első téli megmászás
- Sárkány-fal, első téli megmászás
- Zerge-őrtorony, első téli megmászás
- Jeges-tavi-csúcs, első téli megmászás
- Markazit-torony, első téli megmászás
- Zöld-tavi-csúcs, első téli megmászás
- Papirusz-csúcs, első téli megmászás
- Vörös-tavi-torony, első téli megmászás
- Kék-tavi-torony, első téli megmászás

- Fehér-tavi-csúcs, első téli megmászás
- Határ-hegy, Bélai-Tátra, első téli megmászás